# Imperium słońca (powieść)
Imperium słońca (tyt. oryg. Empire of the Sun) – autobiograficzna powieść historyczna z 1984 brytyjskiego autora J.G. Ballarda.
Książkę w Polsce wydała po raz pierwszy Spółdzielnia Wydawnicza „Czytelnik” w 1990 w tłumaczeniu Lecha Jęczmyka.
W 1984 książka zdobyła nagrody James Tait Black Memorial Prize oraz Guardian Fiction Prize. Znalazła się także w ścisłym finale najbardziej prestiżowej brytyjskiej nagrody literackiej, The Man Booker Prize for Fiction.

## Treść
Jedenastoletni Jim Graham (wzięte od imion Ballarda), mieszkający w Szanghaju, zostaje rozłączony z rodzicami w dniu ataku na Pearl Harbor. Do końca wojny przebywa w japońskim obozie dla internowanych, gdzie panuje bezprawie i liczy się tylko umiejętność przeżycia. Czytelnik obserwuje bezsens i chaos wojny z perspektywy dziecka, rejestrującego niezrozumiały świat dorosłych.

### Wątki autobiograficzne
Ojciec Ballarda był prezesem oddziału dużej firmy w Szanghaju. James spędził tam wczesne dzieciństwo na tzw. „osiedlu międzynarodowym” (Shanghai International Settlement). Uczęszczał do szkoły przy anglikańskim kościele Świętej Trójcy. Po wybuchu II wojny chińsko-japońskiej w 1937 rodzina zmuszona została do opuszczenia swego domu i przeniesienia się do centrum miasta, aby schronić się przed bombardowaniami. Po ataku na Pearl Harbor Japończycy internowali cudzoziemców z „międzynarodowej osady”, w tym latem 1942 także Ballarda wraz z rodzicami i młodszą siostrą. W obozie Lunghua Civilian Assembly Center pisarz spędził trzy lata, aż do końca II wojny światowej. Doświadczenia te posłużyły później za kanwę powieści, pisanej jednak ze sporą dozą licentia poetica (np. w powieści nie pojawiają się postacie rodziców bohatera).
Faktem, iż Ballard wystawiony był na okropności wojny w tak młodym wieku, kiedy formowała się jego wrażliwość, często tłumaczy się apokaliptyczny, pełen przemocy charakter znacznej części jego twórczości. Martin Amis napisał, że Imperium słońca „obrazuje to, co go [Ballarda] ukształtowało”. Jednakże sam Ballard mówi o swych doświadczeniach w mniej kategoryczny sposób: „Nie sądzę, żeby ktoś mógł zaznać wojny i żeby nie zmieniła się przy tym na zawsze jego percepcja świata. Krzepiąca sceniczna dekoracja, jaką zapewnia nam codzienna podmiejska rzeczywistość zachodu, zostaje rozdarta, widać pokryte strzępami rusztowanie, potem dostrzegamy ukrytą prawdę, a to może być przerażającym doświadczeniem”. Ale też: „Mam – nie powiem, że szczęśliwe – nie nieprzyjemne wspomnienia z obozu. [...] Pamiętam mnóstwo powtarzających się przypadków pospolitej brutalności i pobić, ale jednocześnie my, dzieci, bawiliśmy się stale w setki zabaw!”.

## Adaptacje
Książkę przeniósł na ekran w 1987 Steven Spielberg wg scenariusza Toma Stopparda. W roli głównej wystąpił, wówczas 13-letni, Christian Bale, w pozostałych rolach wystąpili m.in.: John Malkovich, Miranda Richardson, Joe Pantoliano, Nigel Havers i Leslie Phillips.
Film zdobył wiele nagród, m.in. 3 nagrody BAFTA, był także nominowany do Oscarów w sześciu kategoriach i do Złotych Globów w dwóch kategoriach.